# Ipotesi extraterrestre

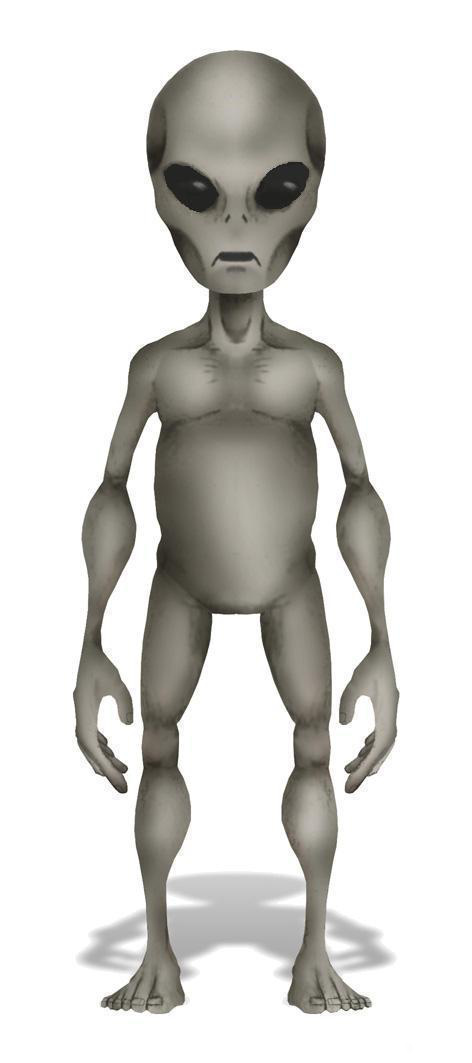
Rappresentazione artistica di un extraterrestre umanoide

L’ipotesi extraterrestre (IET) tende ad interpretare alcuni UFO come la possibile manifestazione di una civiltà extraterrestre. La IET sostiene che degli extraterrestri umanoidi del tipo "mammifero bipede" dotati di vascelli spaziali e di una tecnologia largamente superiore alla nostra, visitano o hanno visitato la Terra.

## Etimologia
L'origine del termine "ipotesi extraterrestre" nell'ambito dell'ufologia non è conosciuta. Venne usata per la prima volta nell'anno 1967 dallo scrittore scientifico francese Aimé Michel e successivamente nel luglio 1968, dal professore di ingegneria James Harder, durante una testimonianza resa di fronte al Comitato di Scienza e Astronautica del Congresso degli Stati Uniti. Nel 1969, il fisico Edward Condon, durante una discussione sul Rapporto Condon dichiarò: alcuni UFO, potrebbero essere navi spaziali inviate sulla terra da altre civilizzazioni provenienti da pianeti associati a stelle distanti.

## Cronologia
Anche se la IET era la sintesi di tutta una serie di ipotesi, a quell'epoca rappresentava un concetto nuovo, che traeva la sua origine da una serie di episodi passati: dagli avvistamenti di dischi nel periodo 1940-1960 e da osservazioni precedenti, come la screditata ipotesi dei Canali di Marte, promossa dall'astronomo Percival Lowell, dalla cultura popolare, negli scritti di H.G. Wells pioniere della moderna fantascienza, nei lavori di filosofi svedesi, mistici e scienziati come Emanuel Swedenborg, che fu il primo a proporre una inedita varietà di punti di vista, tra cui la vita nell'aldilà e su altri mondi.

### Rapporti storici di visite extraterrestri
Un primo esempio di speculazione su visite extraterrestri si trova in un articolo del quotidiano francese Le Pays. Il 17 giugno 1864, un giornale pubblicò una storia di due geologi americani che avrebbero rinvenuto in una fossa a forma ovale  il corpo mummificato di una creatura probabilmente aliena; un umanoide privo di capelli, alto circa un metro, con una proboscide che usciva dalla fronte.
Un altro articolo del quotidiano Missouri Democrat, a St. Louis nel Missouri: nell'ottobre 1865, riporta di un cacciatore di pelli delle Montagne Rocciose James Lumley, che affermò di aver scoperto dei frammenti di roccia suddivisi da "curiosi geroglifici" che formavano un oggetto a scompartimenti, che si credeva utilizzato per trasportare "un essere animato" dopo aver saputo di un meteorite caduto presso Great Falls (Montana). Il quotidiano iniziò a speculare sulla "Possibilità che le meteoriti potessero essere usate come mezzo di trasporto da abitanti di altri pianeti desiderosi di esplorare lo spazio".
Fu dato anche credito all'idea che visitatori provenienti da Marte avrebbero potuto invadere la Terra, idea ripresa nel 1898 da H.G. Wells nel suo classico di fantascienza La guerra dei mondi. Tuttavia, prima dello stesso Wells e del suo romanzo, vi fu negli Stati Uniti un'improvvisa impennata di avvistamenti di misteriose aeronavi. Gli storici dell'Ufologia, Jerome Clark e David Michael Jacobs notarono che qualche volta, come spiegazione a tali ondate di avvistamenti, veniva proposta l'ipotesi sull'arrivo di extraterrestri provenienti, in particolare, dal pianeta Marte. Per esempio, il Washington Times, nel 1897 ipotizzò che i velivoli fossero "ricognitori provenienti da Marte" e il Saint Louis Post Dispatch, scrisse: "potrebbero essere visitatori provenienti da Marte, disposti a tutto, persino a invadere la Terra oggetto della loro ricerca".
Tra il 1909 e il 1912 tali ondate cessarono. Un esempio di ipotesi extraterrestre venne riportata in una lettera al New Zealand newspaper che suggerisce: "nave spaziale atomica proveniente da Marte"..
A partire dal 1929, visitatori alieni dallo spazio furono protagonisti dei fumetti e di film come Buck Rogers e Flash Gordon. In particolare, la serie di Flash Gordon, in uno degli episodi, descriveva un attacco proveniente dallo spazio da parte di un meteorite alieno, di raggi di luce e di armi batteriologiche. Nel 1938 una versione trasmessa alla radio de La guerra dei mondi da Orson Welles, utilizzando una moderna sceneggiatura del romanzo di Wells sulla invasione marziana, creò nel pubblico un enorme panico. Fu poi lo stesso scrittore che commentò ciò che successe nel 1947 quando finalmente i dischi volanti colpirono gli Stati Uniti.

### UFO e IET
In quanto ai moderni avvistamenti UFO e al loro collegamento con l'IET, il professore di letteratura e scettico, Terry Matheson scrisse: "gli avvistamenti di luci non identificabili avvengono da secoli, ma solo dopo l'avvistamento del disco volante da parte del pilota Kenneth Arnold del 24 giugno 1947, vicino al Monte Rainier, Washington, fu esplicitata la teoria dell'origine extraterrestre."
La moderna IET - specificatamente, l'implicito collegamento di velivoli e luci non identificate nel cielo alla vita aliena - ha origine con l'inizio degli anni quaranta e viene presa in considerazione fino agli anni cinquanta, mutuata nelle pseudoscienze e dalla cultura popolare, anche a causa del pesante screditamento creato dall'Air Force americana. Tuttavia, al di là delle speculazioni iniziali sulla vita extraterrestre, l'interesse per l'IET trovò appoggio in molte investigazioni, mai risolte, né dal governo né dai gruppi di ricerca civili, quali il NICAP e l'APRO.

#### L'ondata di avvistamenti del 1947
Il 24 giugno 1947, circa alle 15.00 tempo locale, il pilota Kenneth Arnold avvista nove oggetti volanti non identificati a forma di "piatto" presso il Monte Rainier.
Arnold disse che gli oggetti si muovevano come piatti che saltano sull'acqua, con forme sottili, piatte a forma di disco, piuttosto che "piatto per torte"; "bacinella per torte" e "forma a mezzaluna". Tre giorni più tardi, i termini "dischi volanti" e "piatti volanti" apparirono per la prima volta nei quotidiani e divennero i termini preferiti per identificare il fenomeno per qualche anno, poi sostituito dal termine UFO tra il 1950 e il 1960.  Anche se fu impressionato dalla loro incredibile velocità e movimenti, Arnold inizialmente non pensò all'IET, dichiarando:
"Ho pensato che a quel tempo fossero stati progettati nuovi tipi di aerei, anche se rimasi sconcertato dal fatto che non possedevano una coda. Passarono direttamente di fronte a me, ma ad una distanza di circa 37 km, che in quota non è eccessiva. Giudicai di 30 metri la loro apertura alare. In quel momento il loro volo non mi disturbava, anche se non avevo mai visto velivoli di quel tipo".
Successivamente Arnold considerò la possibilità che gli oggetti fossero di origine extraterrestre. Nello stesso anno 1950 intervistato dal giornalista Edward R. Murrow Arnold aggiunse: "Se non è stato realizzato grazie al nostro progresso scientifico o dall'Air Force, sono propenso a credere all'origine extraterrestre". Nelle settimane successive all'avvistamento di Arnold ve ne furono altri, conosciuti come avvistamenti del luglio 1947.
L'opinione pubblica americana, pur riconoscendo la realtà oggettiva dei "piatti volanti", era riluttante ad accettarne l'origine extraterrestre, ma negli anni successivi si assistette a un'ondata di avvistamenti su tutto il territorio statunitense. Iniziarono a proliferare diversi articoli di stampa: progetti segreti militari, spionaggio dell'Unione Sovietica, burle, isteria di massa, ma l'IET non era contemplata. Secondo Murrow, l'IET come spiegazione al fenomeno "dischi volanti" non raccolse grande interesse fin 18 mesi dopo l'avvistamento di Arnold.
Questa attitudine sembrava riflettere i risultati di un'indagine Gallup del 14 agosto 1947, sulla percezione pubblica del fenomeno. A quel tempo, il termine "piatti volanti" era familiare al 90% degli intervistati, mentre il 33% non aveva un'opinione, o li riteneva avere una spiegazione più terrena. Il 29% pensava che fossero illusioni ottiche, il 15% armi segrete, il 10% uno scherzo, il 3% dispositivi per controllare il tempo, per l'1% erano di origine sovietica, per il restante 9% avevano "altre spiegazioni", tra le quali la realizzazione di una profezia biblica, aerei commerciali segreti, o test nucleari.
Il 10 luglio 1947, il senatore Glen Taylor dell'Idaho, osservò: "Avevo sempre desiderato che i piatti volanti fossero dei velivoli provenienti da altri pianeti", e sulla possibilità che fossero ostili rispose: "questo potrebbe unire tutti i popoli della terra, come nessun'altra cosa". L'8 luglio 1947 lo scrittore di fantascienza Richard DeWitt Miller fu citato da UP: "Gli avvistamenti di dischi volanti avvengono fin dall'inizio del secolo". Se tali dischi non erano armi segrete, suggerì che potessero essere velivoli provenienti dal pianeta Marte, o persino da "altre dimensioni spazio temporali". Allo stesso tempo, su diversi quotidiani l'umorista Hal Boyle iniziò a parlare di omini verdi provenienti da Marte su di un "piatto volante".
In un articolo del 28 giugno 1947 Kenneth Arnold citando l'incontro con una donna quasi isterica a Pendleton in Oregon, che gli urlava: "Quest'uomo dice di aver visto uomini provenienti da Marte", commentava: "Ormai questa vicenda è qualcosa fuori del mio controllo ... Metà delle persone che incontro mi vedono come una combinazione di Einstein, Flash Gordon e uno svitato."

#### Inizia l'investigazione militare: Fine dell'IET e debunking
Il 9 luglio, l'Army Air Force Intelligence inizia uno studio segreto sui rapporti più attendibili, compreso quello di Kenneth Arnold. Un'ulteriore studio del dipartimento di ingegneria e intelligence dell'Air Material Command presso il Wright Field nell'Ohio vide, verso la fine del 1947, la formazione del Progetto Sign sotto l'egida dell'U.S. Air Force : il primo studio ufficiale sugli UFO dei Militari statunitensi.
Nell'estate del 1948, il Progetto Sign formulò la Stima della Situazione, nella quale si giunse alla conclusione che una minima parte di avvistamenti di oggetti volanti non identificati poteva essere spiegata grazie all'IET. Tuttavia, il rapporto venne respinto dal Capo di Staff USAF, il Generale Hoyt Vandenberg, citando la mancanza di evidenze fisiche, ma reso pubblico solo nel 1956 da Edward J. Ruppelt, ex direttore del successivo Progetto Blue Book. Ruppelt inoltre indicò Vandenberg quale responsabile dello smantellamento del Progetto Sign dopo la pubblicazione dell'IET.
Con tale politica ufficiale, tutti i rapporti pubblici dell'Air Force stabilirono che non vi erano sufficienti evidenze fisiche per collegare l'IET agli UFO e che pertanto non autorizzava ulteriori investigazioni in proposito. All'inizio del 1949 il Progetto Sign venne sostituito dal Progetto Grudge.
Immediatamente dopo la grande ondata UFO del 1952 e il debunking di avvistamenti radar/visuali e intercettazioni da parte di jet su Washington nell'agosto dello stesso anno (conosciuti sotto il nome di Carosello di Washington), l'Ufficio di Investigazioni della CIA iniziò a interessarsi del fenomeno UFO. Anche se l'IET era una ipotesi conosciuta, le si attribuiva poco credito. Tuttavia, all'interno della CIA, lo Psychological Strategy Board, era molto preoccupato di come un nemico storico come l'Unione Sovietica avrebbe potuto usare gli UFO in una guerra psicologica, sfruttando l'ingenuità del pubblico per il sensazionalismo, allo scopo di condizionarlo. Nel gennaio 1953, sotto le direttive del National Security Council allo scopo di riconsiderare il problema, la CIA organizza il Robertson Panel, un gruppo di scienziati rapidamente riesaminarono i migliori e più attendibili rapporti del Progetto Blue Book, compresi alcuni filmati e rapporti ingegneristici, concludendo che le performance di tali oggetti andavano al di là di qualsiasi velivolo terrestre conosciuto. Nonostante questo, dopo solo due giorni, tutti i casi vennero considerati rientrare in una spiegazione convenzionale. Una politica ufficiale di pubblico screditamento fu raccomandata ai mass media e alle autorità, allo scopo di ridurre il numero di rapporti di avvistamenti.

#### I Sondaggi nell'opinione pubblica
All'inizio degli anni 50, si potevano vedere film che presentavano "piatti volanti" e alieni, compreso Ultimatum alla Terra del (1951), La Guerra dei Mondi del 1953, La Terra contro i Dischi Volanti  e Il pianeta proibito entrambi del 1956.
Nonostante questo, all'inizio degli anni 50, la fiducia verso all'IET era scarsa, persino tra coloro che erano stati testimoni di avvistamenti UFO. Un sondaggio pubblicato dalla rivista Popular Mechanics nell'Agosto del 1951, mostrava che il 52% dei testimoni di avvistamenti, credeva che gli UFO fossero velivoli costruiti dall'uomo, mentre solo il 4% credeva di aver visto un velivolo di origine aliena.
Tuttavia, da lì a pochi anni, la fiducia verso l'IET crebbe a causa dell'attività di alcune persone che si erano ritirate in pensione dal U.S. Marine Corp, tra cui Donald Keyhoe, autore di una campagna di consapevolezza presso il pubblico americano sul fenomeno. Dal 1957 in poi, il 25% degli americani risposero di credere o avrebbero voluto credere nell'IET, mentre il 53% non ci credeva (anche se una maggioranza tra questi, pensava che gli UFO fossero reali, ma di origini terrestre), mentre il 22% non aveva idee in proposito.
Durante questi anni, l'IET venne suddivisa in diversi settori, ognuno sostenitore di leggere e differenti variazioni sul tema. I contattisti, all'inizio degli anni cinquanta credevano che gli alieni fossero fratelli spaziali venuti in pace, ma a partire da metà degli anni sessanta, un certo numero di presunti rapimenti da parte di alieni, tra cui il caso di Betty e Barney Hill, e di evidenti mutilazioni del bestiame gettarono un'ombra sinistra sul termine IET.
I sondaggi di opinione indicavano che il pubblico credeva nell'IET e da allora questa ipotesi è costantemente aumentata. Per esempio, nel 1997 la Gallup in un sondaggio pubblico svolto negli Stati Uniti, verificò che l'87% sapeva dell'esistenza degli UFO, il 48% pensava che erano reali (contro il 33% che non ci credeva), e il 45% che gli alieni avevano visitato la Terra.  Un sondaggio simile fatto dalla Roper nel 2002 rilevò che il 56% pensava che gli UFO fossero reali con il 48% di intervistati che pensava che fossero extraterrestri che hanno visitato la Terra.
L'indagine rivelò inoltre, che il pubblico era fermamente convinto che il Governo degli Stati Uniti sopprimesse le prove sull'esistenza degli UFO. In entrambi i sondaggi Gallup e Roper tale percentuale si avvicinava al 70%.

## Analisi dell'IET
In una conferenza tenuta nel 1969 l'astrofisico Carl Sagan disse:
L'idea che alieni ostili o benigni provenienti da altri pianeti e che visitano la terra [è chiaramente] un'idea dominata dalle nostre emozioni. In questa ipotesi vi sono due tipi di autoinganno : o accettiamo l'idea di visitatori extraterrestri in presenza di pochissime prove solo per il fatto che pensiamo che questa sia vera, oppure la rifiutiamo solo per il fatto che non vogliamo crederci. Ognuno di tali estremi è un serio impedimento alla ricerca della verità sugli UFO.
Analogamente, l'Astrofisico Inglese Peter A. Sturrock scrisse:
Le discussioni sugli UFO sono rimaste strettamente circoscritte e polarizzate tra fautori e avversari di una singola teoria, per intenderci l'ipotesi extraterrestre è stata una tale fissazione da aver ristretto ed impoverito il dibattito, precludendo l'indagine verso altre teorie. 

## Opinioni tra gli scienziati
La comunità scientifica ha dato poco credito all'IET, ed ha prevalentemente accettato la spiegazione che i rapporti UFO sono il risultato di una errata interpretazione di oggetti naturali o fenomeni conosciuti, o il lavoro di burloni.
Un esempio fu un sondaggio informale condotto nel 1977 dall'astrofisico Peter A. Sturrock, membro osservatore della American Astronomical Society. Sturrock nell'indagine chiese agli scienziati di assegnare le probabilità ad otto possibili spiegazioni per gli UFO. I risultati furono:
| 23% | Un fenomeno naturale inconsueto    |
| 22% | Un fenomeno consueto o un velivolo |
| 21% | Un velivolo terrestre inconsueto   |
| 12% | Uno scherzo                        |
| 9%  | Un fenomeno naturale sconosciuto   |
| 7%  | Altre cause specifiche             |
| 3%  | Un velivolo alieno                 |
| 3%  | Altre cause imprecisate            |

Un precedente sondaggio effettuato da Sturrock nel 1973 per conto dell'American Institute of Aeronautics and Astronautics presso i suoi membri, evidenziò che poco più del 10% credeva che gli UFO fossero veicoli provenienti dallo spazio

### Contrari
Il più importante argomento scientifico a confutazione dell'IET venne riassunto dall'Astronomo e ricercatore UFO J. Allen Hynek, nel 1983 durante una conferenza al Simposio del MUFON. Durante questa conferenza delineò sette motivi fondamentali per cui non si poteva accettare l'IET.
- "Mancanza di Sofisticati Sistemi di Sorveglianza per Intercettare UFO che arrivano e partono dalla Terra"
- "Considerazioni Gravitazionali e Atmosferiche"
- "Considerazioni Statistiche"
- "Comportamenti elusivi, evasivi e assurdi degli UFO e dei loro occupanti"
- "Isolamento del fenomeno UFO nel Tempo e nello Spazio: L'effetto Cheshire Cat.
- "L'indegnità dello Spazio degli UFO"
- "Il problema delle Distanze Astronomiche"

Hynek dedusse che:
- 1. Si presume che gli UFO attraversino in entrata e in uscita lo spazio aereo terrestre. Ebbene, nonostante esistano sistemi radar e satelliti diffusi su tutta la Terra,  essi lasciano poche o nessuna traccia al loro passaggio.
- 2. Eventuali alieni dovrebbero quasi sicuramente essere di tipo umanoide; inoltre si presume che non abbiano eccessive difficoltà a operare sulla Terra, dato che spesso sono stati visti mancanti di tute spaziali, nonostante il fatto che pianeti extrasolari potrebbero avere caratteristiche differenti di atmosfera, biosfera e gravità, e altri fattori (senza contare il fatto che la vita extraterrestre potrebbe essere molto differente dalla vita terrestre).
- 3. Il numero di UFO segnalati e di incontri con presunti alieni supera il numero di spedizioni che una civiltà extraterrestre potrebbe essere statisticamente in grado di realizzare.
- 4. Il comportamento degli alieni durante presunte abduction sono spesso inconsistenti e irrazionali.
- 5. Gli UFO sono isolati nel tempo e nello spazio: come il Gatto del Cheshire, sembrano apparire e sparire a volontà, lasciando solo tracce ambigue e ingannevoli della loro presenza.
- 6. Gli avvistamenti UFO sono spesso troppo brevi per sostenere viaggi di interi equipaggi attraverso lo spazio, mentre i comportamenti osservati durante i voli non appaiono a volte confermare un controllo intelligente (voli erratici, schemi improvvisi, e rapidi cambiamenti).
- 7. Le distanze tra le stelle rende i viaggi interstellari impraticabili, soprattutto per l'enorme quantità di energia necessaria richiesta utilizzando i classici mezzi convenzionali.

Secondo Hynek, i punti dall'1 al 6 potrebbero essere discutibili, ma il punto 7, secondo le nostre conoscenze, rappresenterebbe una barriera insormontabile per accettare l'IET.
Critiche analoghe sull'IET sono state espresse dall'astronomo Jacques Vallée, già collaboratore di Hynek. Vallèe ha sottolineato tra l'altro che il numero di avvistamenti e di incontri ravvicinati sarebbe di molto superiore a ciò che richiederebbe un'esplorazione fisica della Terra da parte di intelligenze extraterrestri.
Anche lo scrittore scientifico Aimé Michel, inizialmente favorevole all'ipotesi extraterrestre, affermò successivamente che esseri provenienti da luoghi così distanti, con notevoli costi energetici per lo spostamento, non sarebbero venuti sulla Terra solo per fare alcune acrobazie in cielo, di solito di fronte alla gente comune. Il contatto avrebbe dovuto essere il risultato atteso, ma ciò non è successo, quindi l'idea dei dischi volanti extraterrestri è assurda.
Il professor Stephen Hawking affermò: "dato che molti avvistamenti hanno una spiegazione più convenzionale, è ragionevole affermare che UFO "non identificabili" abbiano un'origine altrettanto convenzionale".

### Favorevoli
L'astrofisico Bernard Haisch nel suo website "UFO-Scettico" presenta una serie di controargomenti a quelli descritti da Hynek. Haisch è convinto che le origini extraterrestri e persino interdimensionali degli UFO possano essere compatibili con le moderne teorie della fisica e della tecnologia.
In un rapporto del 1969 all'American Association for the Advancement of Science il fisico statunitense James E. McDonald riassumeva le sue ragioni per non abbandonare l'IET:
"È evidente che allo stato attuale delle cose non ci sono sufficienti e incontrovertibili prove per confermare l'ipotesi extraterrestre. Ciò che scientificamente mi sgomenta, è che alcuni avvistamenti UFO sembrano indicare nessun'altra spiegazione che l'origine extraterrestre degli stessi, con le conseguenti e importanti implicazioni che questa possibilità potrebbe dare, ma ignorate dalla comunità scientifica e considerato solo un piccolo problema indegno di attenzione e di una seria ricerca scientifica."

## NASA
La NASA, fu frequentemente interpellata per rispondere alle domande sulla IET e gli UFO. Nel 2006 il punto di vista ufficiale dell'agenzia era che l'ipotesi fosse deficitaria di evidenze empiriche:
"Nessuno ha mai trovato un singolo manufatto, o qualsiasi altra evidenza materiale che dimostri la provenienza aliena degli UFO". David Morrison
"Per quanto ne so, l'affermazione che gli UFO sono velivoli alieni non ha nessun valore -- questa è priva di sostanza e sicuramente mai dimostrata". David Morrison.
Nonostante l'interesse dell'opinione pubblica, la NASA considera lo studio dell'IET irrilevante, in quanto, a causa dell'elevato numero di falsi rapporti e di una limitata quantità di dati scientifici rende inaffidabile la possibilità di qualsiasi tipo di indagine.
"È irrilevante per la ricerca sapere che qualcuno può viaggiare nello spazio ... è come se si chiedesse ad una persona del secolo scorso, che avesse visto in un film volare un 747, quale motore, quale combustibile o quale materiale usa." NASA.

## Cospirazione
Secondo un concetto ormai consolidato nella cultura popolare si crede che le vere informazioni sugli UFO siano state soppresse, o in varie forme di cospirazione e di silenzio, o da un vero e proprio cover up ufficiale allo scopo di mantenerne il segreto più stretto.
Nel 1968, l'ingegnere statunitense James Harder sostenne che vi siano evidenze significative per dimostrare che gli UFO "esistono al di là di ogni ragionevole dubbio", ma che tali prove siano state soppresse e trascurate sia dagli scienziati che dal pubblico, in modo da impedire la conferma dell'IET.
"Da più di 20 anni una enorme quantità di prove è stata accumulata per confermare l'esistenza degli UFO. Molte di queste sono poco conosciute, sia agli scienziati che al pubblico,  ma se le sottoponessimo ad una corte civile o criminale, la realtà fisica degli UFO verrebbe dimostrata al di là di ogni ragionevole dubbio." J.A. Harder
Anche il fisico nucleare statunitense Stanton Friedman ritiene che vengano nascoste informazioni sugli UFO e ha definito quest'insabbiamento come "un Watergate cosmico".
Un'indagine svolta dall'Industrial Research magazine nel 1971 mostra che molti americani credono che il governo: 1) nasconda informazioni sugli UFO per circa il 76%, 2) nella loro esistenza per circa il 54%, e 3) l'IET stessa per circa il 32%.
Le ipotesi più estreme sulla cospirazione intorno agli UFO sono note come teoria del complotto sugli UFO.

### Indagini e documentazioni sull'Ipotesi Extraterrestre
Gruppi di ricerca sia privati che governativi hanno svolto degli studi, alcuni dei quali coperti da segreto, la cui conclusione è favorevole all'Ipotesi Extraterrestre, oppure hanno fra le loro file membri che non sono in linea con la conclusione ufficiale dei comitati o delle agenzie a cui appartengono. Vediamo alcuni esempi:
- Nel 1967, il fisico greco Paul Santorini, scienziato del Progetto Manhattan ha affermato pubblicamente che il governo greco nel 1947 aveva investigato, con lui stesso alla direzione, sui cosiddetti missili fantasma del 1946, giungendo rapidamente alla conclusione che non erano missili. Santorini dichiarò inoltre che le investigazioni vennero chiuse da ufficiali militari americani, che ipotizzarono come extraterrestri i missili fantasma, e che non vi fosse possibilità di difesa di fronte ad una tale tecnologia più avanzata; avevano inoltre il timore che si potesse diffondere panico tra la popolazione.[36]
- Nel 1948 un documento USAF Top Secret, dichiarava che l'intelligence svedese aveva informato sull'avvistamento di missili fantasma e dischi volanti, concludendo che avevano origini extraterrestri: "... si rende noto che gli avvistamenti di dischi volanti provengono da una tale quantità di soggetti e da una tale varietà di luoghi, per cui siamo convinti che il problema non può essere trascurato e che deve essere affrontato su fondamentali che vanno oltre gli scopi di tale rapporto." Quando gli ufficiali di questo Direttorato visitarono la Swedish Air Intelligence Service... la loro risposta fu che alcuni testimoni estremamente affidabili e tecnicamente qualificati erano giunti alla conclusione che questi fenomeni sono ovviamente il risultato di una altissimo livello tecnico non riscontrabile in nessuna cultura conosciuta sulla terra.[37]
- Nel 1948 nel Progetto Sign l'USAF con un documento Top Secret denominato Stima della Situazione, concluse che l'IET era la spiegazione più probabile per i casi più sconcertanti e inspiegabili. Fu ordinato successivamente da parte del Generale Hoyt Vandenberg la soppressione della ricerca, giustificando la decisione con la mancanza di prove. La conoscenza di questo rapporto venne svelata da membri interni all'USAF che affermarono di averne letto una copia sopravvissuta alla distruzione, compreso l'ex direttore del Progetto Blue Book Edward J. Ruppelt e l'astronomo e consulente USAF Dr. J. Allen Hynek.
- La Germania Est, insieme ad altri paesi europei, condusse degli studi segreti tra il 1951 ed il 1954. In conclusione, emerse quale ipotesi più probabile, l'origine extraterrestre di tali oggetti. Questa ricerca venne rivelata dal pioniere della missilistica Hermann Oberth, che fu a capo di tali studi volti a rendere pubblica e a sostenere, anche nel futuro, l'IET. Al termine delle sue indagini, Obert dichiarò: "Secondo noi questi oggetti sono ideati e diretti da esseri estremamente intelligenti. Non hanno origine nel nostro sistema solare, forse neanche nella nostra galassia. In un articolo successivo, pubblicato sull’American Weekly il 24 ottobre 1954, Oberth scrisse : "Secondo una mia tesi i dischi volanti sono reali e provenienti da un altro sistema solare. Penso che siano utilizzati da osservatori intelligenti membri di una razza che sta investigando la Terra da secoli ...".[38]
- Nel 1952 un "flap" di dischi volanti e un'intercettazione radar/visuale molto pubblicizzata, avvenuta su Washington, convinse il Direttorato dell'Intelligence dell'Air Force a informare l'FBI che per loro i "dischi volanti" erano sia "illusioni ottiche di fenomeni atmosferici", ma anche che "alcuni ufficiali militari prendono seriamente in considerazione la possibilità di velivoli interplanetari".[39]
- La CIA nei giorni successivi iniziò una propria revisione scientifica, durante la quale alcuni scienziati presero seriamente in considerazione l'IET. Un primo resoconto era venato di molto scetticismo, ma aggiungva anche " ... anche se una serie di rapporti rimane 'inspiegabile' ( le origini aliene non possono essere del tutto escluse dalle nostre considerazioni ) è richiesta molta prudenza e che l'intelligence continui a mantenere il segreto sull'argomento". Il tono di un rapporto stilato qualche mese dopo era egualmente scettico, tuttavia concludeva "... nel momento in cui avvennero gli avvistamenti di UFO effettuati al Los Alamos e presso il Oak Ridge National Laboratory si riscontrò un incremento inesplicabile della radiazione di fondo. Qui, siamo rimasti privi persino della spiegazione dello 'spazio profondo', che potrebbe essere tra quelle più attendibili, e supportate ancora da un numero incredibile di rapporti provenienti da testimoni credibili"
- Nel dicembre 1952 un altro memo, molto più cogente,  proveniente dall'Assistente Scientifico dell'intelligence del direttore della CIA affermava: " ... i rapporti di avvistamenti sono tali da convincerci che qualcosa succede e che richiede una nostra immediata attenzione. L'avvistamento di oggetti inspiegabili a grandi altezze e che viaggiano ad alte velocità nei pressi delle installazioni della difesa statunitense, sono di tale natura che non sono attribuibili a fenomeni naturali o ad aerei di tipo conosciuto." Alcuni dei memo sono stati compilati per chiarire che l'interesse della CIA nell'argomento non doveva essere reso pubblico, a causa di un possibile diffusione di panico presso la popolazione (Good, 331–335)
- La CIA organizza nel gennaio 1953 il Robertson Panel, un incontro tra scienziati per screditare i dati raccolti dal Progetto Blue Book. Tra di loro era presente anche un ingegnere incaricato di analizzare i movimenti degli UFO, compreso un filmato già in possesso alla marina militare. La conclusione fu, che gli UFO erano sotto un controllo intelligente e probabilmente extraterrestre.[40]
- Tra i "fautori" dell'IET all'interno del Progetto Blue Book vi era Dewey Fournet, un analista ingegnere incaricato nell'analisi delle traiettorie UFO, divenuto ultimamente membro del NICAP, un'organizzazione civile volta allo studio degli UFO. Il direttore del Blue Book Edward J. Ruppelt, commentò privatamente che vi erano altre opinioni "pro-UFO" di membri dell'USAF, compresi alcuni generali del Pentagono, come Charles P. Cabell, direttore dell'Air Intelligence dell'USAF, che, infuriato a causa dell'inazione e dello screditamento messo in atto all'interno del Progetto Grudge poi dissolto nel 1951, istituì al suo posto il Progetto Blue Book alla cui direzione mise Ruppelt.[41] Nel 1953, Cabell divenne direttore sostituto della CIA. Un altro alto ufficiale non in linea con le posizioni ufficiali dell'Air Force era il consulente Dr. J. Allen Hynek, all'inizio scettico irriducibile. Dopo 20 anni di investigazione, cambiò opinione supportando l'IET. Tra l'inizio degli anni 70 e gli anni 80 divenne il più conosciuto scienziato difensore degli UFO.
- Il 28 febbraio 1960, citando un articolo del New York Times, il primo Direttore della CIA, il Vice Ammiraglio Roscoe H. Hillenkoetter, testimoniando davanti al Congresso Americano, riferì: "È giunto ormai il tempo che la verità venga a galla ... dietro le quinte gli ufficiali militari sono seriamente interessanti agli UFO. Tuttavia, attraverso la segretezza ed il ridicolo, molti cittadini sono ritenuti a credere che gli oggetti volanti non identificati siano un'assurdità ... Chiedo pertanto un immediato intervento del Congresso per ridurre i pericoli derivanti dal segreto imposto sugli oggetti volanti non identificati." Nel 1962, nella sua lettera di dimissioni dal NICAP, il direttore Donald Keyhoe disse: "Io so che gli UFO non sono velivoli Russi. Tutto quello che possiamo fare è aspettare una loro mossa". "[42]
- Anche se nel 1968 il Condon Report fu sostanzialmente negativo (fu scritto da Edward Condon), si sapeva che molti membri implicati nello studio erano fortemente in disaccordo con i metodi di Condon. Molti abbandonarono il progetto, disgustati dai modi e dai pregiudizi del direttore, o furono licenziati per insubordinazione. Di conseguenza pochi appoggiavano l'IET. Forse l'esempio più eclatante è quello del Dr. David Saunders, che nel suo libro pubblicato nel 1968 Ufo ? Si, attaccò i pregiudizi e la superficialità di Condon che aveva ignorato o mal interpretato le evidenze critiche. Sounders scrisse : "È chiaro ... che gli avvistamenti avvengono da molto tempo, per poterli spiegare in termini di esclusiva presenza di intelligenza extraterrestre. È in questo senso che l'IET viene considerata 'la meno assurda' delle spiegazioni'."[43]
- Nel 1999, un rapporto francese, il Rapporto COMETA (scritto soprattutto da analisti militari della difesa) giunse alla conclusione che:"Una sola ipotesi è sufficientemente aderente ai fatti, la sola avallabile dalla scienza. Ed è quella di visitatori extraterrestri". "[44] Il rapporto formula l'ipotesi extraterrestre, a confronto di un analogo studio sulle meteoriti, concludendo tuttavia di essere lontani da una migliore ipotesi scientifica : "Vi sono forti indizi a favore dell'IET". Il rapporto conclude che gli studi presenti dimostrano la presenza di indizi tali da rendere quasi certa l'esistenza fisica, seppur complessa, di oggetti volanti non identificati aventi straordinarie prestazioni di volo, silenziosi, apparentemente guidati da [esseri] intelligenti... Velivoli segreti la cui sicura identificazione (droni, stealth, eccetera) si può applicare solo ad una minoranza di casi. Se andiamo abbastanza indietro nel tempo, percepiamo chiaramente i limiti di tale spiegazione."

- Jean-Jacques Velasco, responsabile ufficiale del SEPRA, organismo statale per l'investigazione del fenomeno UFO, scrisse nel 2005 un libro nel quale affermava che il 14% dei 5.800 casi studiati dal SEPRA erano completamente inspiegabili e di conseguenza, secondo la sua opinione,  di origine extraterrestre.[45] Yves Sillard, direttore del nuovo ufficio di investigazioni UFO, il GEIPAN e precedente responsabile dell'agenzia spaziale Francese del CNES, risponde ai commenti di Velasco, aggiungendo l'accusa verso gli Stati Uniti di nascondere queste informazioni.[46]. Comunque queste non sono ne le posizioni ufficiali del SEPRA ne del CNES ne del governo francese. Il CNES, dal marzo 2007, ha pubblicato su Internet tutti i 5.800 casi oggetto dei suoi studi.